# 加布里埃尔·梅尼诺
加布里埃尔·维尼修斯·梅尼诺（葡萄牙語：Gabriel Vinicius Menino；2000年9月29日—），简称加布里埃尔·梅尼诺（葡萄牙語：Gabriel Menino），是一名巴西足球运动员，场上司职中场，并可客串右后卫等位置；目前效力于巴甲球队帕尔梅拉斯，并代表巴西队出战国际比赛。

## 俱乐部生涯
梅尼诺于2000年9月29日出生在巴西圣保罗州的莫伦加巴。2017年，他从瓜拉尼转投帕尔梅拉斯青训。在他加盟的第一年里，他随帕尔梅拉斯青年队夺得了U-17巴西杯。
2019年11月25日，在2020赛季开始前，梅尼诺被提拔至了帕尔梅拉斯一线队。2020年1月22日，在帕尔梅拉斯4-0完胜伊图阿诺的圣保罗州联赛中，梅尼诺首发出战，并打满全场，完成了首秀。2020年9月17日，在帕尔梅拉斯2-1小胜玻利瓦尔的南美解放者杯比赛中，梅尼诺于比赛的第60分钟打进一球，这是他职业生涯中的第一粒进球。

## 国家队生涯
梅尼诺曾在2019年代表了巴西U-20参加了2019年南美U-20锦标赛中。2020年9月18日，他收到了他的第一次成年国家队征召，但并没有获得出场机会。
2021年夏天，他收到了巴西23歲以下國家足球隊的徵召，參加2020年夏季奧林匹克運動會男子足球比賽。

## 生涯数据
最後更新：2020年9月18日
| 俱乐部     | 赛季     | 联赛     | 联赛 | 联赛 | 州联赛 | 州联赛 | 杯赛 | 杯赛 | 洲际比赛 | 洲际比赛 | 其他 | 其他 | 合计 | 合计 |
| 俱乐部     | 赛季     | 联赛等级 | 出场 | 进球 | 出场   | 进球   | 出场 | 进球 | 出场     | 进球     | 出场 | 进球 | 出场 | 进球 |
| ---------- | -------- | -------- | ---- | ---- | ------ | ------ | ---- | ---- | -------- | -------- | ---- | ---- | ---- | ---- |
| 帕尔梅拉斯 | 2020     | 巴甲     | 11   | 0    | 12     | 0      | 0    | 0    | 3        | 1        | —    | —    | 26   | 1    |
| 生涯合计   | 生涯合计 | 生涯合计 | 11   | 0    | 12     | 0      | 0    | 0    | 3        | 1        | 0    | 0    | 26   | 1    |

1. ↑  在圣保罗州联赛中的出场
2. ↑  在南美解放者杯中的出场

## 荣誉
帕尔梅拉斯
- 圣保罗州联赛冠军：2020（英语：2020 Sociedade Esportiva Palmeiras season）
- 巴西杯冠军：2020（英语：2020 Campeonato Paulista）
- 南美解放者杯冠军：2020

### 个人
- 南美解放者杯赛事最佳阵容：2020
- IFFHS南美足联最佳阵容（青年组）：2020